# Den döende svanen

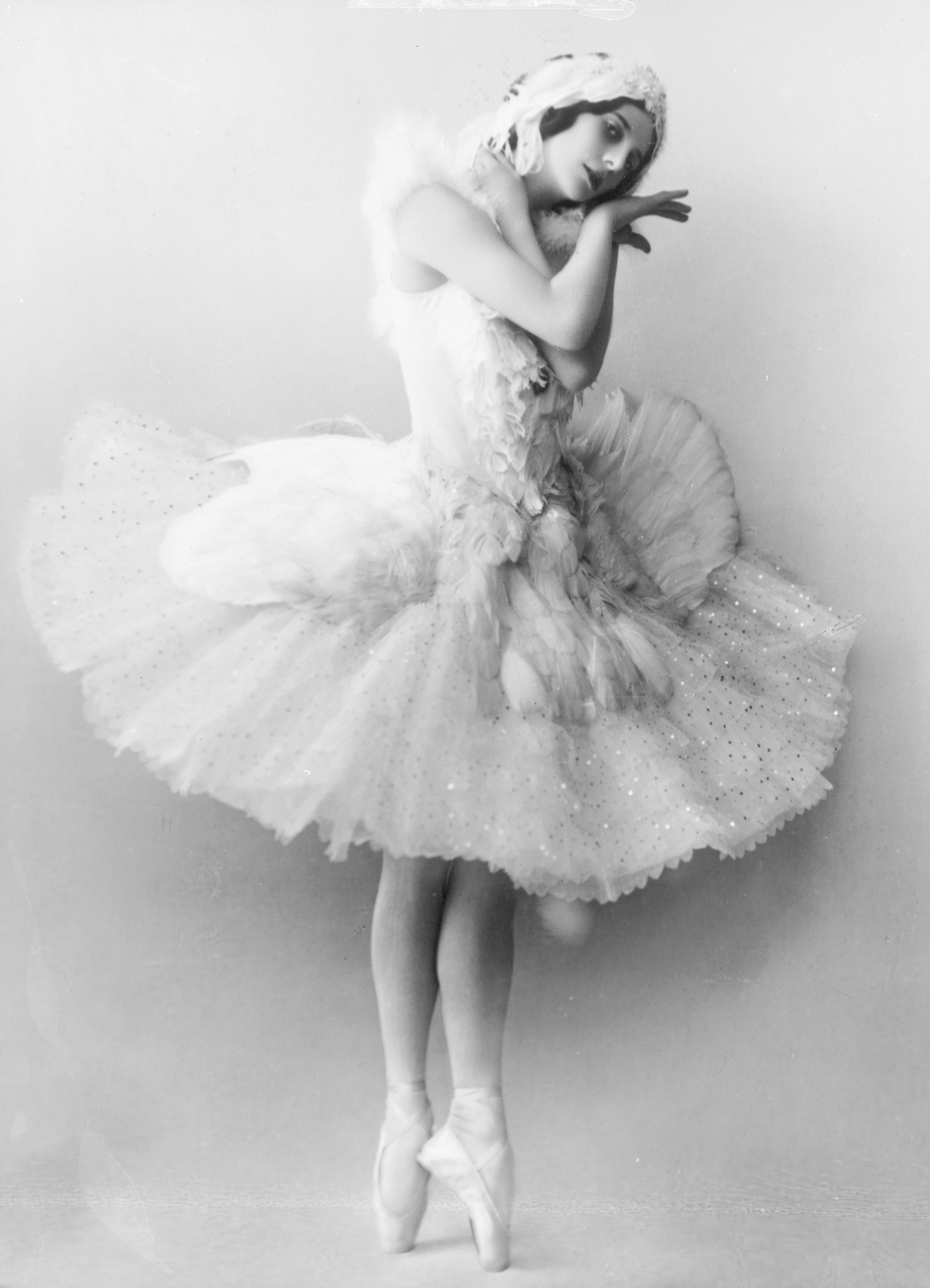
Anna Pavlova i Den döende svanen

Den döende svanen (franska: La Mort du cygne) är en solodans, koreograferad av Michel Fokine för den ryska ballerinan Anna Pavlova. Musiken är komponerad av Camille Saint-Saëns. Fokine hämtade inspiration från baletten Svansjön samt dikten The Dying Swan av Alfred Tennyson, men stycket ska inte förväxlas med Svansjön av Tjajkovskij.

## Bakgrund
År 1905 bad Anna Pavlova Fokine att skapa ett kort konsertstycke åt henne. Hon hade då just blivit utsedd till Mariinskijteaterns prima ballerina. Den döende svanen kom att bli Pavlovas signaturbalett, som hon framförde på sina många internationella turnéer.

## Handling
Baletten åskådliggör de sista stunderna i en svans liv och varar endast omkring två minuter. Den dödsdömda svanen cirklar sakta runt scenen, gör ett sista kort försök att flyga, för att sedan segna ner, fälla ihop sina vingar och dö. 

## Musiken
Koreografin är skriven till Saint-Saëns stycke Le Cygne, som är det trettonde ur Djurens karneval från 1886. Verket är skrivet för en cello och två pianon, går i 6/4-takt och i G-dur och använder sig av legato, för att ge sken av att musiken flödar liksom en svan som glider genom vattnet.